# Almirante Barroso
Die vierte Almirante Barroso der brasilianischen Marine war ein Geschützter Kreuzer. Sie war das zweite Schiff einer im November 1894 erfolgten Bestellung von drei Kreuzern. Die Barroso war das einzige Schiff einer von Brasilien bestellten Serie, das tatsächlich in den Dienst der brasilianischen Marine kam. Sie schloss ihre Erprobung im April 1897 ab. Ihr Dienst verlief ohne große Ereignisse bis zu ihrem Ausscheiden 1931.
Die drei anderen Schiffe der Serie kamen als Ministro Zenteno nach Chile, da das erste Schiff der Serie schon im September 1895 weiterverkauft wurde, und als New Orleans und Albany zur United States Navy, da die Vereinigten Staaten die beiden letzten Schiffe im März 1898 ankauften, um einen Verkauf an Spanien zu verhindern.

## Baugeschichte
Die brasilianische Marine bestellte im November 1894 bei der Kriegsschiffswerft der Firma Armstrong, Mitchell & Co in Elswick bei Newcastle upon Tyne drei Kreuzer, die etwas kleiner waren als die größten bislang an Japan, Argentinien und Chile gelieferten Elswick-Kreuzer. Es war der zweite Auftrag Brasiliens an die Bauwerft nach 1891, als ein Auftrag für drei Kanonenboote (Republica, 1260 tn.l., 17 kn; Tiradentes, 728 tn.l., 13 kn; Aurora, 465tn.l., 17 kn) an Armstrong erging.
Wohl wegen Zahlungsschwierigkeiten hatte Brasilien den ersten der 1894 bestellten Kreuzer im September 1895 noch auf den Helgen an Chile verkauft, wo er 1897 als Ministro Zenteno in Dienst kam; dafür wurde noch ein viertes Ersatzschiff bestellt, um drei Kreuzer zu erhalten. Nur der zweite Kreuzer wurde als Almirante Barroso tatsächlich an Brasilien abgeliefert. Namensgeber war der Admiral Francisco Manuel Barroso da Silva (* 29. September 1804 in Lissabon; † 8. August 1882 in Montevidéo), erster und einziger Baron do Amazonas, der die brasilianische Flotte während der Abwesenheit des Marquis Tamandaré beim Sieg in der Seeschlacht von Riachuelo im Tripel-Allianz-Krieg von Brasilien, Argentinien und Uruguay gegen Paraguay befehligt hatte.
Am 16. März 1898 erfolgte der Verkauf des inzwischen fast fertiggestellten dritten Schiffes und des unfertigen Ersatzbaus an die Vereinigten Staaten, die angesichts der bestehenden Spannungen mit Spanien einen Verkauf dieser Schiffe an die spanische Marine verhindern wollten.
Die für Brasilien von Philip Watts konstruierten Kreuzer verdrängten etwas über 3400 tn.l., waren 108,1 m lang sowie 13,1 m breit und hatten einen mit Kupfer verkleideten Rumpf für den Einsatz in tropischen Gewässern. Die vom Humphrys & Tennant gelieferten Vierzylinder-Dreifach-Expansionsmaschinen leisteten 6500 PSi und mit künstlichem Zug bis zu 7520 PSi auf zwei Schrauben.
Die vom Hersteller vorgeschlagene Bewaffnung mit acht 15,2-cm-Geschützen kam nur beim ersten Schiff zum Einbau. Die brasilianische Marine hatte sich nach längerer Prüfung für eine Mischbewaffnung von sechs 15,2-cm- und vier 12,0-cm-Schnellfeuergeschützen des Herstellers entschieden, die bei den drei weiteren Bauten zum Einbau kam. Daneben hatte die Barroso zehn Sechspfünder- und vier Einpfünder-Kanonen System Maxim-Nordenfeldt, vier Maschinengewehre sowie drei 45,0-cm-Torpedorohre (starres Bugrohr und zwei bewegliche Breitseitsrohre). Bei seiner Fertigstellung hatte der Kreuzer zwei runde Kampfstände in jedem der beiden Masten. Bei einer Überholung 1915 wurden die unteren Plattformen verändert und der obere Stand im hinteren Mast entfernt.

## Einsatzgeschichte

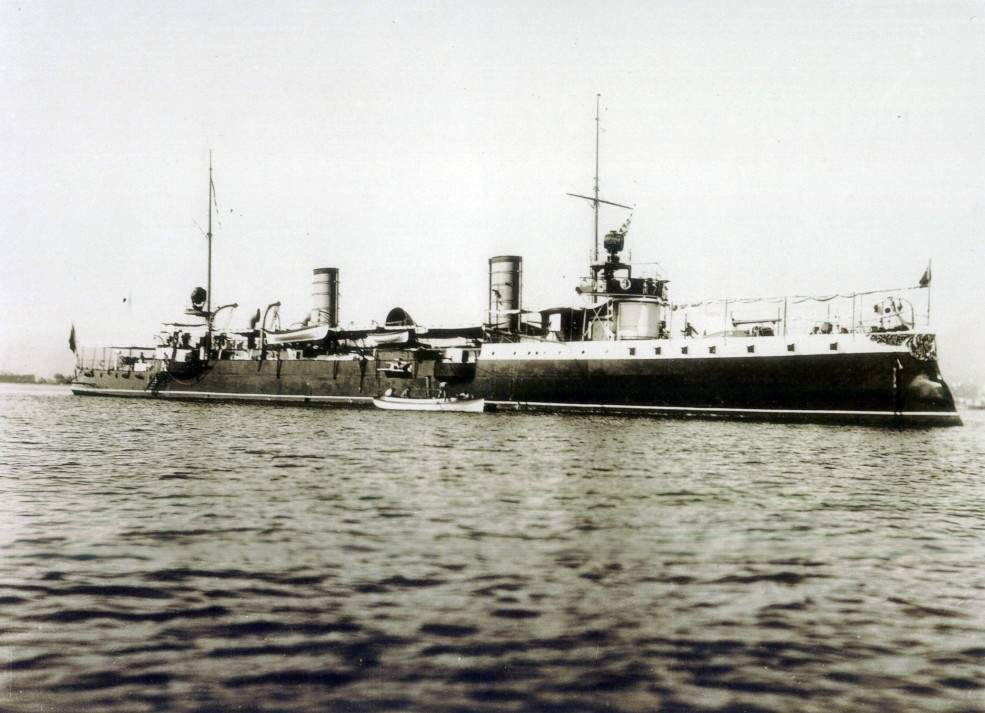
Torpedokreuzer Tamoyo

Die Almirante Barroso traf 1897 in Brasilien ein. Im Jahr 1900 machte sie ihre erste bedeutende Reise, als die sogenannte „Divisão Branca“ (Weiße Division) mit dem Staatspräsidenten Campos Sales in die argentinische Hauptstadt Buenos Aires zu einem Staatsbesuch zusammen mit dem Panzerschiff Riachuelo und dem Torpedokreuzer Tamoyo. Die Schiffe waren zum Anlass und als Zeichen des Friedens weiß gestrichen worden. 1901 bildeten die vorgenannten drei Schiffe zusammen mit der Tupy, einem Schwesterschiff der Tamoyo, das Ausbildungsgeschwader der Flotte. Im März 1903 besuchte die Barroso erstmals Chile. Im Anschluss diente sie auf verschiedenen Stationen im Flottendienst.

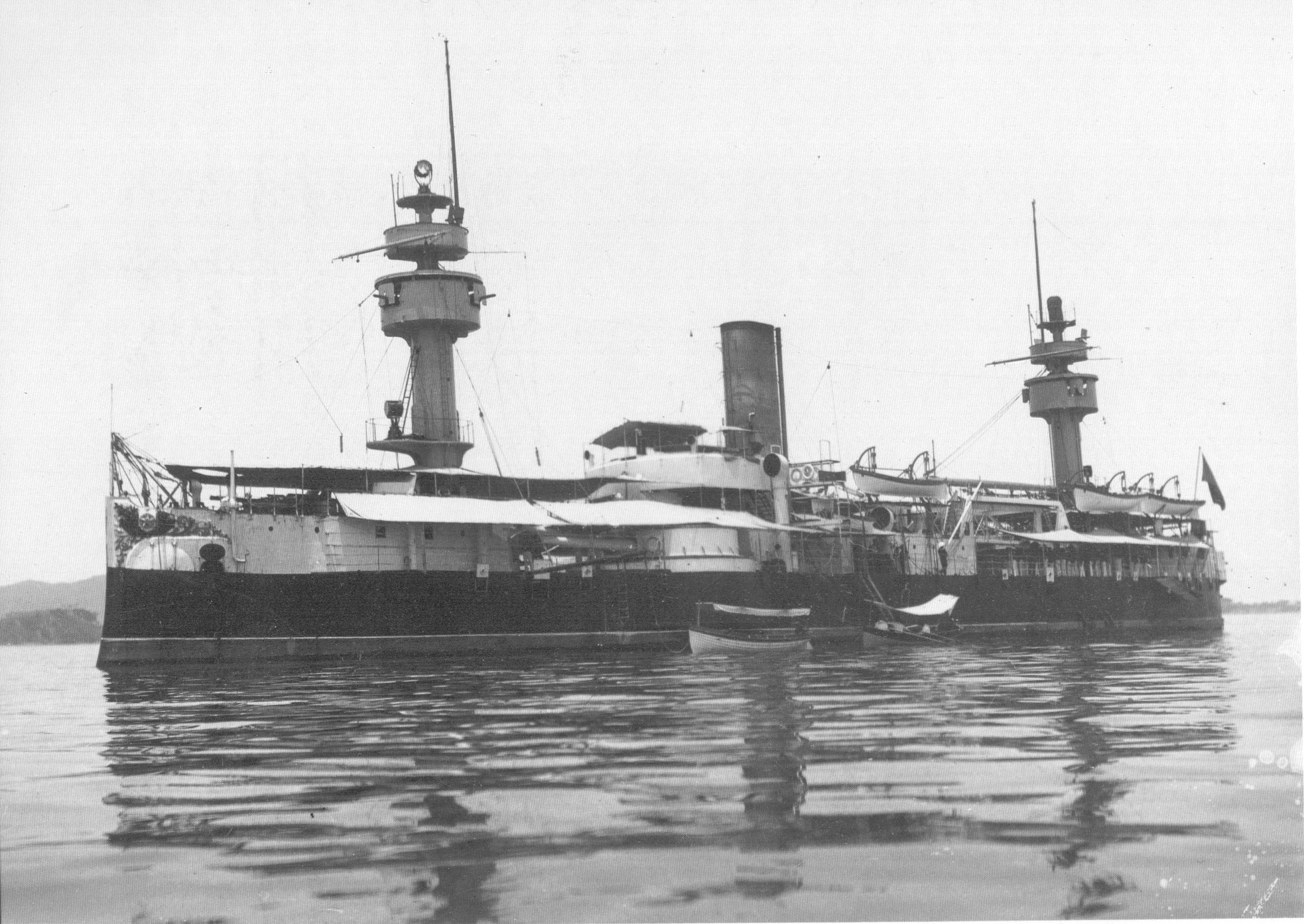
Die in Deutschland modernisierte Aquidabã

Am 21. Januar 1906 lief die Barroso mit dem Panzerschiff Aquidabã und dem Torpedokreuzer Tamoyo den Hafen von Jacarepaguá bei Rio de Janeiro an. Der Kreuzer hatte den Marineminister, Admiral Julio de Noronha, und dessen Stab an Bord, die eine Stelle für ein neues Marinearsenal suchten. Am Abend explodierte das Pulvermagazin des Panzerschiffes, das darauf in nur drei Minuten sank. 212 Mann starben, darunter drei Admirale und die meisten Offiziere. Nur 98 Mann überlebten den Unfall.
1907 lief der Kreuzer mit der Riachuelo und der Tamoyo zu einem Besuch Chiles in den Pazifik. Anschließend lief der Verband in die USA, um an der 300-Jahr-Feier der Besiedlung der Vereinigten Staaten teilzunehmen. Für die Flottenparade waren neben 23 Schiffen der US Navy auch ausländische Kriegsschiffe gekommen, so die britische Good Hope mit drei weiteren Kreuzern, die österreich-ungarischen Sankt Georg und Aspern, die französischen Panzerkreuzer Victor Hugo und Kléber, die italienische Varese, ein Kreuzer aus Argentinien und das chilenische Schwesterschiff der Barroso, die Ministro Zenteno. Die meisten der Gäste besuchten auch noch New York. Die brasilianischen Schiffe kamen dort wegen eines Krankheitsfalls an Bord zeitweise unter Quarantäne.
Am 5. Mai 1909 lief die Barroso mit dem Torpedokreuzer Tupy und den neuen Zerstörern Pará und Piauí Santos an. An Bord des Kreuzers befanden sich der Staatspräsident Afonso Augusto Moreira Pena, der Marineminister Admiral Alexandrino de Alencar, der Kriegsminister Feldmarschall Hermes da Fonseca und weitere Offizielle, um eine neue Seefahrtsschule einzuweihen. Am 19. Mai bis zum 11. Juni 1913 führte die Barroso mit den Torpedokreuzern Tupy und Tamoyo von Rio de Janeiro eine Reise nach Buenos Aires und Montevideo durch. Es war die letzte Auslandsreise der Barroso.

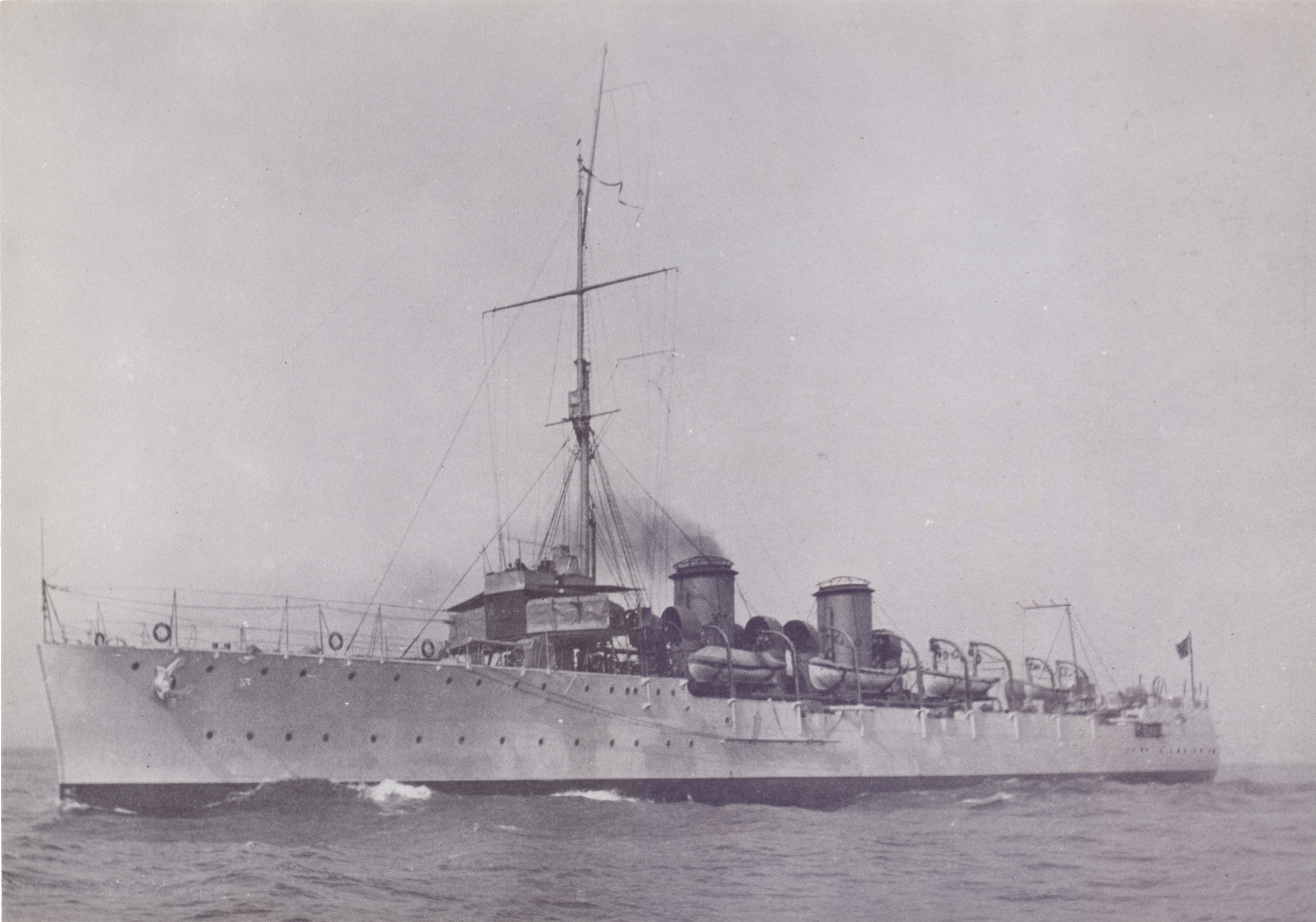
Der Kreuzer Bahia

1917 trat Brasilien auf Seiten der Alliierten doch noch dem Krieg bei. Nach mehreren Anfragen der Briten und der Amerikaner wies der Marineminister, Vizeadmiral Alencar, am 6. Mai 1918 das Marineoberkommando an, am folgenden Tag vier der zehn brasilianischen Zerstörer von Rio de Janeiro nach Gibraltar in Marsch zu setzen. Die ebenfalls bei Armstrong gebauten Kreuzer Bahia, Rio Grande do Sul und die alte Barroso sollten am 11. Mai folgen. Die veraltete Barroso sollte nur dann nach Europa marschieren, wenn die Rio Grande do Sul ausfallen sollte, für die dringend benötigte, in den USA bestellte Ersatzteile nicht geliefert worden waren. Überhaupt befanden sich die beiden moderneren Kreuzer in einem schlechten Erhaltungszustand. Der Hilfskreuzer Belmonte (der ehemals deutsche Dampfer Valesia) war als Tender der Zerstörerdivision vorgesehen und sollte bis zum 15. Mai ausgerüstet sein. Da die anderen Schiffe noch Übungen durchführen sollten, war eine Versammlung aller Einheiten in Bahia vorgesehen.
Tatsächlich liefen die Bahia und die vier Zerstörer am 11. Mai in Rio aus und trafen am 15. in Bahia ein. Am 14. verließen dann die Rio Grande do Sul, Flaggschiff des Konteradmirals Frontin, und die Barroso Rio, um sich mit den anderen Schiffen in Bahia zu treffen. Der Staatspräsident Venceslau Brás besuchte den Kommandeur noch vor der Abreise. Beide Kreuzer erreichten Bahia am 19. Mai. Die Belmonte verließ Rio erst am 8. Juli. Am 31. Juli 1918 verließen die Kreuzer Rio Grande do Sul und Bahia, die Zerstörer Parahyba, Santa Catharina, Piauhy und Rio Grande do Norte der bei Yarrow gebauten Pará-Klasse und der Hilfskreuzer Belmonte in der Abenddämmerung Fernando de Noronha nach Sierra Leone, wo sie am 9. August eintrafen. Basis für den brasilianischen Verband wurde schließlich Dakar.

## Endschicksal
Der Kreuzer erfüllte darauf vor allem Ausbildungsaufgaben und war zuletzt seit 1929 als Vermessungsschiff im Einsatz. 1931 wurde die Barroso von der Flottenliste gestrichen, blieb jedoch als Wohnschiff noch eine Weile erhalten.

## Spätere Namensträger

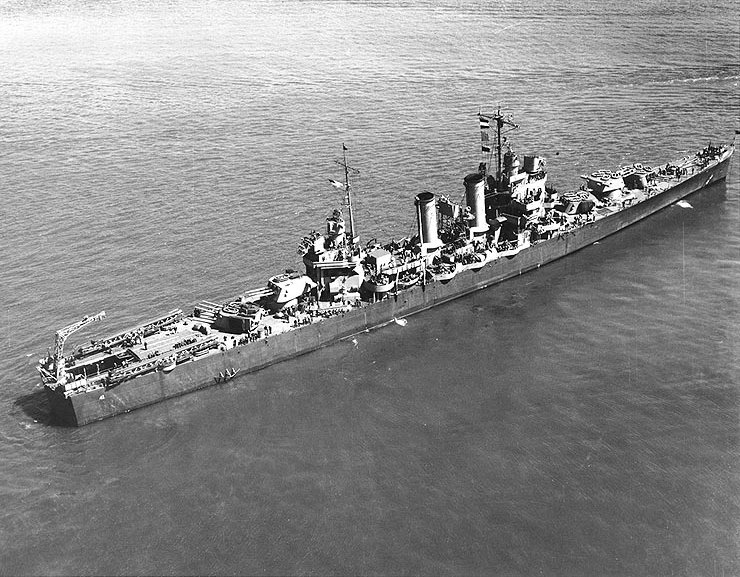
Barroso ex Philadelphia

Von der ersten Barroso-Klasse hatte die Marine Brasiliens nur das namengebende Schiff erhalten. 1951 folgten zwei aus den USA angekaufte Leichte Kreuzer mit der Barroso (ex Philadelphia) und der sehr ähnlichen Almirante Tamandaré (ex St. Louis). Auch Argentinien und Chile erhielten je zwei dieser Kreuzer der amerikanischen Brooklyn-Klasse. Ab 2008 übernahm die brasilianische Marine die im Land gebaute Korvetten Barroso.